# 川尻町 (広島県)
川尻町（かわじりちょう）は、かつて広島県にあった町。豊田郡に属した。2004年4月1日に呉市に編入されて消滅した。

## 沿革
- 1889年4月1日 - 市町村制施行。川尻町域には当時賀茂郡に属する安登村・川尻村が存在した。
- 1922年1月1日 - 川尻村が町制施行して川尻町になる。
- 1956年4月1日 - 川尻町・安登村の所属郡が賀茂郡から豊田郡に変更される。
- 1958年4月1日 - 安登村の一部を編入する。

※安登村の残部は豊田郡安浦町（現：呉市）に編入。
- 2004年4月1日 - 呉市に編入される。

## 地理

### 山
- 膳棚山 (839.4m)…野呂山の一部。
- 大懸山 (417.4m)

### 島
- 柏島
  - 東西約800メートル、南北約700メートルのほぼ円形の全面積40ヘクタールほどの小島で、島の最も高いところで135メートル。山腹は比較的急勾配で、北西部の一ヶ所に砂浜があり、そのほかは高さ2〜3メートルの海食崖に囲まれている。砂浜にはヨシの群落、ハマエンドウ・ツルナなどの海岸植生が見られ、1970年代までは海水浴場として対岸からの渡船があったが、現在は海水浴場としては使われていない。その近くには柏島神社があり、井戸もあったが、現在の状況は不明。かつては米作が行われており、砂浜の東側にある石垣がその名残である。タヌキ・イタチが生息していることが確認されている。植生の大部分は天然林であり、クロマツ・アカマツの常緑針葉樹とコナラ・アベマキを主とする落葉広葉樹がその大部分を占めている。
- 女猫島（めのこじま）
  - 小仁方の沖合にある小島で、安芸灘大橋の橋脚を建てるため、その大部分が削られた。

## 名所・旧跡
- 野呂山
- 宝積寺
  - 平清盛の筆による額がある。また、清盛松という清盛が植えたとされた松があったが、室戸台風で倒れてしまった。
- 真光寺
- 光明寺
- 真福寺
- 明光寺
- 伊音城弘法寺
- 新宮神社
- 大歳神社
- 八雲神社
- 小仁方神社
  - JR呉線の敷設にともない、現在の場所に移された。
- 野呂神社
- 小用神社
- 権現社
- 稲恵社
- 大須和城址

## 産業
- 広島県内では熊野町とともに筆の産地として知られており、野呂山頂付近には「筆づくり資料館」がある。

## 大字・町名（2004年3月31日当時のデータ）
- 川尻（かわじり）
- 久筋1 - 3丁目（くすじ）
- 久俊1 - 3丁目（くどし）
- 小仁方1 - 2丁目（こにがた）
- 小用（こよう）
- 小用1 - 2丁目（こよう）
- 西1 - 6丁目（にし）
- 野呂山（のろさん）
- 原山1 - 3丁目（はらやま）
- 東1 - 4丁目（ひがし）
- 森1 - 4丁目（もり）

## 交通（2004年3月31日当時のデータ）

### 鉄道
- JR呉線が通っており、町内には以下の施設があった。
  - 安芸川尻駅

### 道路
- 国道
  - 国道185号
- 主要地方道
  - 広島県道74号下蒲刈川尻線…町内は全区間が安芸灘大橋有料道路になっている。
- 一般県道
  - 広島県道248号野呂山公園線…かつてはさざなみスカイラインという有料道路だった。
  - 広島県道465号川尻安浦線

## 教育（2004年3月31日当時のデータ）

### 小学校
- 川尻町立川尻小学校

### 中学校
- 川尻町立川尻中学校